# Conair of Scandinavia
A/S Conair of Scandinavia (CONsolidated AIRlines) var ett charterflygbolag för passagerare framförallt från södra Skandinavien och från Finland/Stockholm. Företaget bildades 1965 då ägaren av danska Spies Holiday, Simon Spies, köpte det danska charterbolaget Flying Enterprise A/S, vilket han bytte namn på till Conair of Scandinavia. Bolaget ingick i Spieskoncernen och var fram till Simon Spies död 1984 Spieskoncernens huvudsakliga flygbolag (även om Conair också transporterade en del passagerare åt andra resebyråer.). Företaget slogs den 31 december 1993 samman med SAS-gruppens charterbolag Scanair till Premiair.

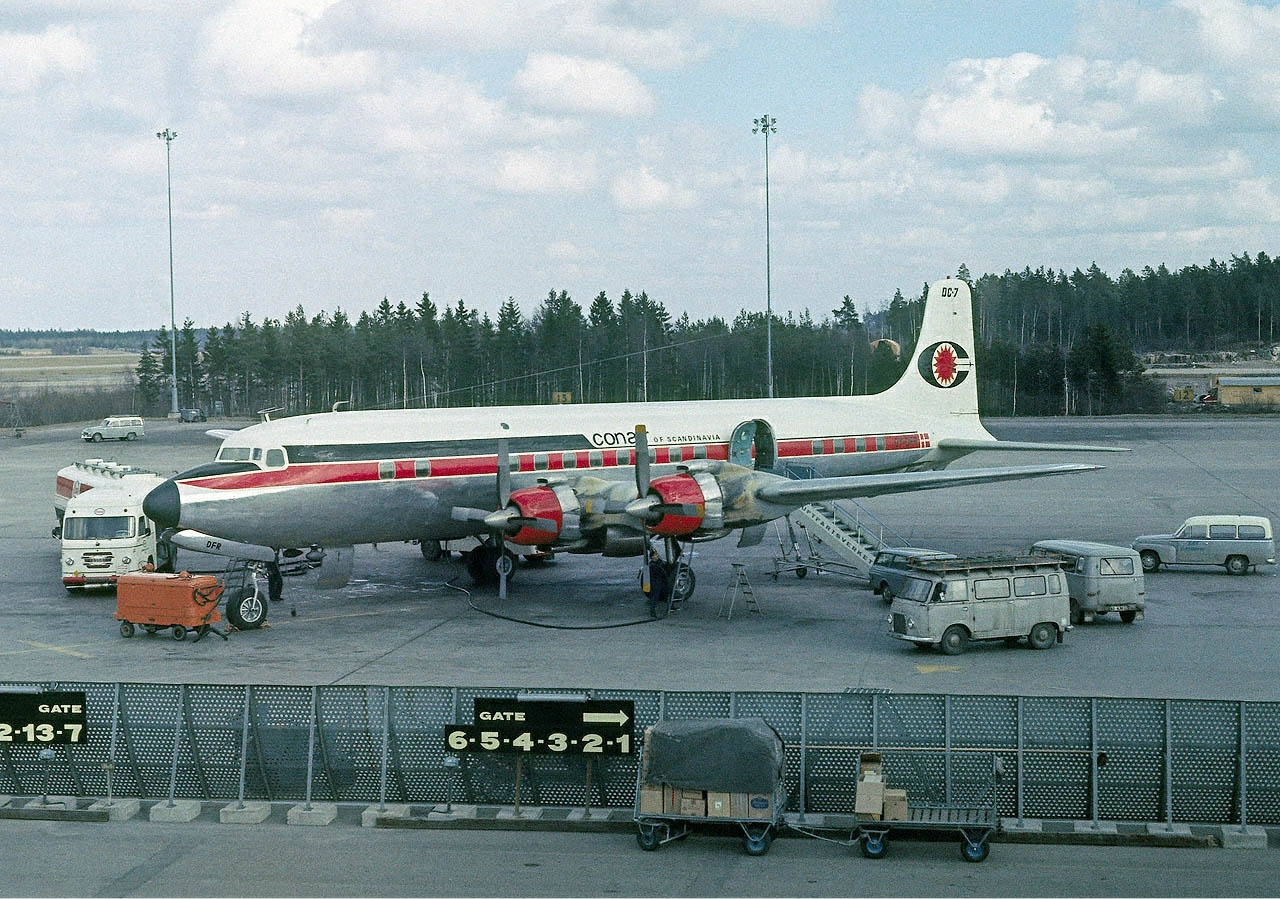
Conair Douglas DC-7, Stockholm/Arlanda 1967

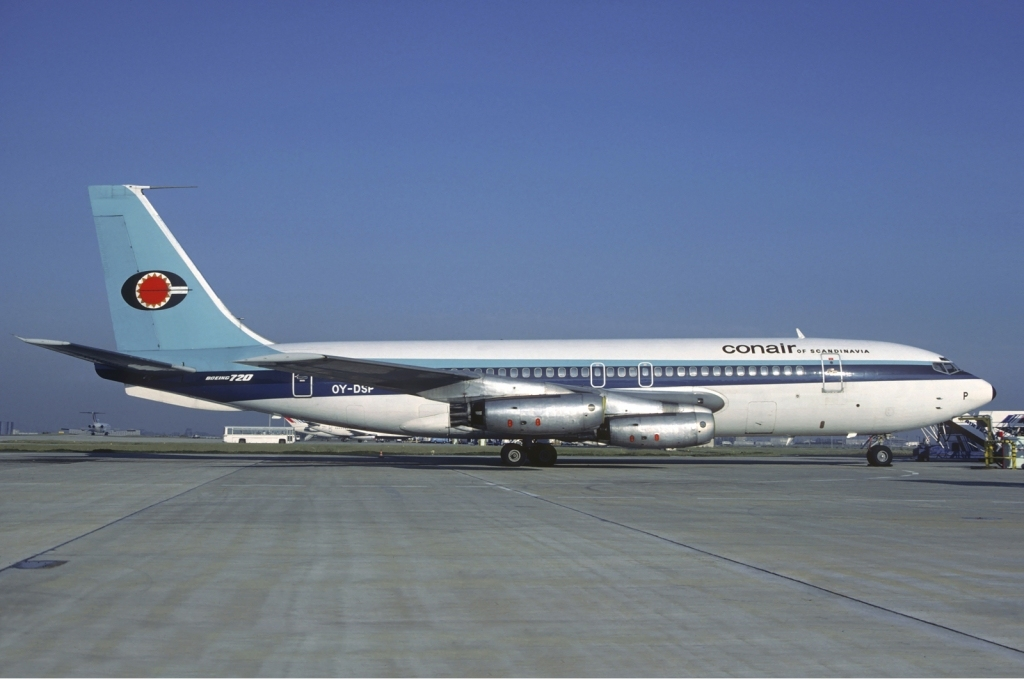
Conair Boeing 720, 1982

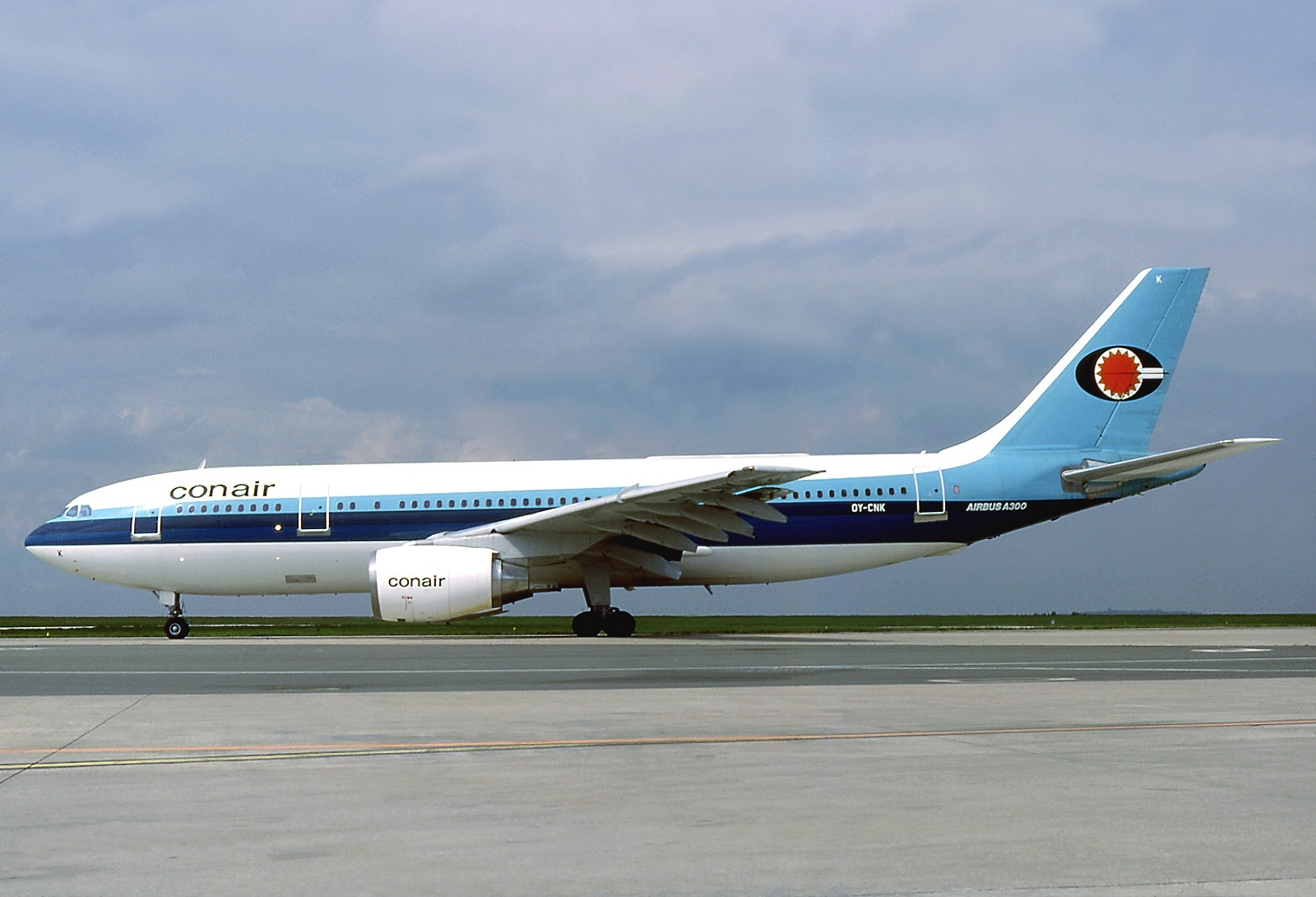
Conair Airbus A300, 1988

## Historia
Bolaget använde sig i starten, en bit in på sextiotalet, av propellerdrivna DC-7:or. 1970-1971 övergick man till jetplan – i form av 5 stycken Boeing 720. Boeing 720 var ett utpräglat medeldistansplan, något som blev lite problematiskt för bolaget när Spies började sälja resor till Gambia. 
Mot slutet av 1970-talet inskaffade Conair 5 stycken något modernare och lite mer bränslesnåla 720:or - modell  "Boeing 720 B". Samtidigt skrotades fyra av de fem gamla planen, som vid tidpunkten varit i drift under nästan 20 års tid. Conair köpte aldrig några nytillverkade plan under den tid Simon Spies ledde bolaget.
När Simon Spies avled och hans unga nyblivna hustru Janni Spies tog över koncernen tillsammans med sin bror inskaffade man 3 stycken mycket stora Airbus A300 (med plats för 298 passagerare) från SAS charterbolag Scanair. Detta beslut var nog inte felaktigt – två av Conairs gamla Boeing 720 B:or havererade under hösten 1987 sina noshjul i samband med landning, och de båda olyckorna inträffade med bara en månads mellanrum! Först i Salzburg därefter i Rom. Som flyghaverier fick de dock mycket lyckliga slut. Ingen passagerare omkom vare sig i Österrike eller i Italien. En kort tid före dessa båda haverier hade man dessutom låtit skrota den sista Boeing 720 A från 1971, och under ett par månader hade bolaget endast tillgång till tre flygplan. 
Normalt hade bolaget under större delen av "Boeingtiden" tre flygplan stationerade på Kastrup, ett i Billund (Jyllands största flygplats) samt ett på Arlanda. Huvuddelen av passagerarna var Spies charterresenärer (vilka sålde resor i Danmark, Sverige och Finland), emellertid flög man även åt andra researrangörer till exempel svenska Vingresor. Även danska fotbollslandslaget chartrade vid många tillfällen Conair. (Alla Spiesresenärer transporterades inte med Conair, men särskilt från Danmark var detta under hela bolagets existens det absolut vanligaste). Resmålen var Sydeuropa främst Spanien (inklusive Kanarieöarna) och Grekland, Alperna (via Salzburg), storstäderna London och Paris samt Afrika (Tunisien, Marocko och Gambia).   
Under slutet av 1987 och början av 1988 bytte man flotta till tre stycken stora europeisktillverkade Airbus A300, inköpta från SASs charterbolag Scanair. Men kort tid senare fattade den nya styrelsen med Janni Spies och hennes bror i spetsen (möjligen påhejade av bolagets chefspiloter) kring 1989-1990 det fatala beslutet att inköpa 6 stycken helt nya och för tiden extremt moderna (och mycket dyra) Airbus A320. Detta bröt helt mot Simon Spies princip om att endast köpa in lätt begagnade flygplan.
Samtidigt bröt det första gulfkriget ut, och tidernas största flygbolags- och flygtillverkar-kris bröt ut. Det gick till och med så långt att världens största flygbolag (utanför Sovjetunionen) – Pan Am gick i konkurs. Conair "räddades" genom diverse ekonomiska turer hit och dit till att bli ett svensk-danskt charterbolag under namnet Premiair, och några år senare ändrades namnet till My Travel. Bolaget blev 2007 uppköpt och heter numera Thomas Cook Airlines. Den del av bolaget som flyger från Skandinavien heter Thomas Cook Airlines Scandinavia. FÖREGÅENDE TEXT ÄR I BEHOV AV REVIDERING! Det finns motsvarande "dotterbolag" i Storbritannien (suffix UK) och i Belgien (suffix Belgium), samt i Tyskland under namnet Condor Flugdienst.

## Flotta
- Airbus A300 (1987-1991) Köptes från Scanair
- Airbus A320 (1991-1993)
- Boeing 720 (1970-1987)
- Douglas DC-7 (1965-1971)